# ゲルハルト・ヘンニゲ
ゲルハルト・ヘンニゲ (Gerhard Hennige、1940年9月23日 - )は、旧西ドイツの陸上競技選手。1960年代後半を代表する400mハードルの選手で、1968年メキシコシティーオリンピックの銀メダリストである。

## 経歴
ヘンニゲは、メキシコ大会で、西ドイツに2個のメダルをもたらした。まず、彼の専門種目である400mハードルにおいて、49.02秒の記録でイギリスのデビッド・ヘメリーに次いで銀メダルを獲得。そして、ヘルマー・ミュラー、マンフレート・キンダー、マルチン・イェリングハウスとともに臨んだ4×400mハードルでは、アメリカ、ケニアに次いで銅メダルを獲得した。
その後のヘンニゲは、1990年代には、F1レーサーのミハエル・シューマッハのコンディショニングコーチを務め、2004年に高級学位を受けてからは、ダルムシュタット工科大学でスポーツ科学の教鞭をとっている。